# Listă de canale de televiziune din Estonia
Aceasta este o listă de canale de televiziune din Estonia.

## Publice
- ETV – știri, actualități, cultură, sport și divertisment general.
- ETV 2 – divertisment general, sport, știri și emisiuni pentru copii.
- ETV+ – emisiuni în limba rusă.

## Comerciale
- Kanal 2 – știri, actualități și divertisment general.
- Kanal 11 – divertisment general. Mai ales pentru femei.
- Kanal 12 – divertisment general. Mai ales pentru bărbați.
- MyHits – canal de muzică.
- TV 3 – știri, actualități și canal de divertisment general.
- TV6 – canal de divertisment general. Mai ales pentru bărbați.
- TV3+ – canal de divertisment general; în limba rusă.
- Fox Life – canal de divertisment general.
- FOX – canal de divertisment general.
- Sony Channel (Estonia)
- Sony Turbo – canal de divertisment general.
- Ren-TV Estonia

## Regionale
- Alo TV – canal de știri și muzică, din Tartu.

## Foste canale
- 4 Multimania - canal de desene.  Difuzat din 2005 până în 2012.[1]
- RTV/ETV - predecesor al RTV. Și-a transmis programele pe ETV. Difuzat în perioada 21 septembrie 1992 - 30 iulie 1993.
- RTV – predecesor al TV3. Canal partajat cu EVTV. Difuzat din 31 iulie 1993 până în 31 decembrie 1995.
- EVTV – predecesor al TV3. Canal partajat cu RTV. Difuzat de la 1 august 1993 până la 31 decembrie 1995.
- Tipp TV – predecesor al TV1. Difuzat de la 1 septembrie 1995 până la 23 martie 1996.
- EVTV/RTV - Un canal temporar format de EVTV și RTV înainte de a deveni TV3. Difuzat de la 1 ianuarie 1996 până la 10 martie 1996.
- TV 1 – Canal comercial. Știri, actualități, sport și divertisment general. Difuzat din 10 februarie 1997 până în octombrie 2001.
- Neljas – canal de muzică, știri și divertisment general.
- Kalev Sport – canal de sport, un predecesor al TV4.
- TV4 – canal de sport, un predecesor al TV14.
- MTV Eesti – canal de muzică și divertisment general.
- TV14 – canal de divertisment general. Cod de partajare cu Tallinna TV.
- Nickelodeon Estonia
- Tallinna TV – deținut de guvernul orașului Tallinn. Difuzat de la 1 ianuarie 2011 până la 30 septembrie 2019
- Nõmme TV[2]